# Лерма, Эрнандо де

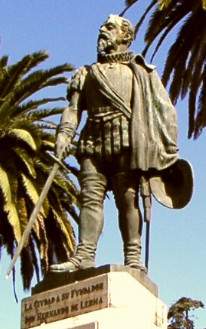
Памятник Эрнандо де Лерма в г. Сальта

Эрнандо де Ле́рма (исп. Hernando de Lerma; 1 ноября 1541, Лерма (Испания) — 1591 / 1592, Мадрид) — испанский государственный деятель, адвокат, политик, конкистадор.

## Биография
Родился в семье марранов. В ноябре 1577 года король Испании Филипп II назначил его губернатором провинцией Тукуман на северо-западе нынешней Аргентины.
Назначение было отсрочено на два года для сбора необходимых финансовых средств, экипирования его самого и спутников перед поездкой в пункт назначения — Сантьяго-дель-Эстеро. 16 июня 1580 года Э. де Лерма, отправился за кредитом на поездку в королевскую администрацию в Потоси (ныне Боливия).
В 1580—1584 годах — губернатор провинции Тукуман (ныне в Аргентина).
Прибыв в Сантьяго-дель-Эстеро, сразу проявил себя жестоким администратором. По его приказу был арестован его предшественник Гонсало де Абреу, брошен в тюрьму и подвергнут пыткам по обвинению в незаконном обогащении при исполнении служебных обязанностей. Де Абреу от пыток умер в 1581 году.
Позже вступил в конфликт с наместником епископа, деканом Франсиско де Сальседо. Спор перерос в неприязнь, в которой Э. де Лерма держал верх. Франсиско де Сальседо удалился в монастырь, но был обнаружен и задержан по приказу де Лерма.
Вице-король Перу Франсиско де Толедо уполномочил его основать город к северу от Сантьяго-дель-Эстеро для обеспечения безопасности коммуникационных маршрутов в Тукумане.
Во главе отряда из 70 испанцев и нескольких индейцев 16 апреля 1582 года он заложил город в открытом поле у реки Ареналес и нарёк его именем «Очень благородный и Верный Город Сан Фелипе Лерма в Долине Сальта» (Muy Noble y Leal Ciudad de San Felipe de Lerma en el Valle de Salta) (ныне Сальта). Эрнандо де Лерма оказал поддержку местным индейцам, которые населяли область, полагая, что их усилия могли бы помочь ему. Он также привлек других испанцев в этот районе. После этого вернулся в Сантьяго-дель-Эстеро, где столкнулся с растущим сопротивлением воинственных индейцев. Кроме, того его ждали проблемы со многими новыми соперниками. Другие конкистадоры прибыли в Сальту и попытались захватить город, что вызвало многие новые конфликты.
Город пережил много периодов массовых эпидемий и болезней, и был заложен в районе с частыми подземными толчками.
В ноябре 1583 года после многих жалоб на поведение Э. де Лерма, Королевская аудиенсия Чаркас — местное правительство Испанской империи, арестовала и начала судебный процесс против него. Э. де Лерма обратился в свою очередь в Совет Индий, оспорив обвинения.
Позже переправлен в Испанию, а его апелляция была отклонена, и он был отправлен в испанскую тюрьму. Умер в тюрьме в 1591 или 1592 году в Мадриде, кроме прочего, и по обвинению в том, что он еврей (judíos).